# Bonea

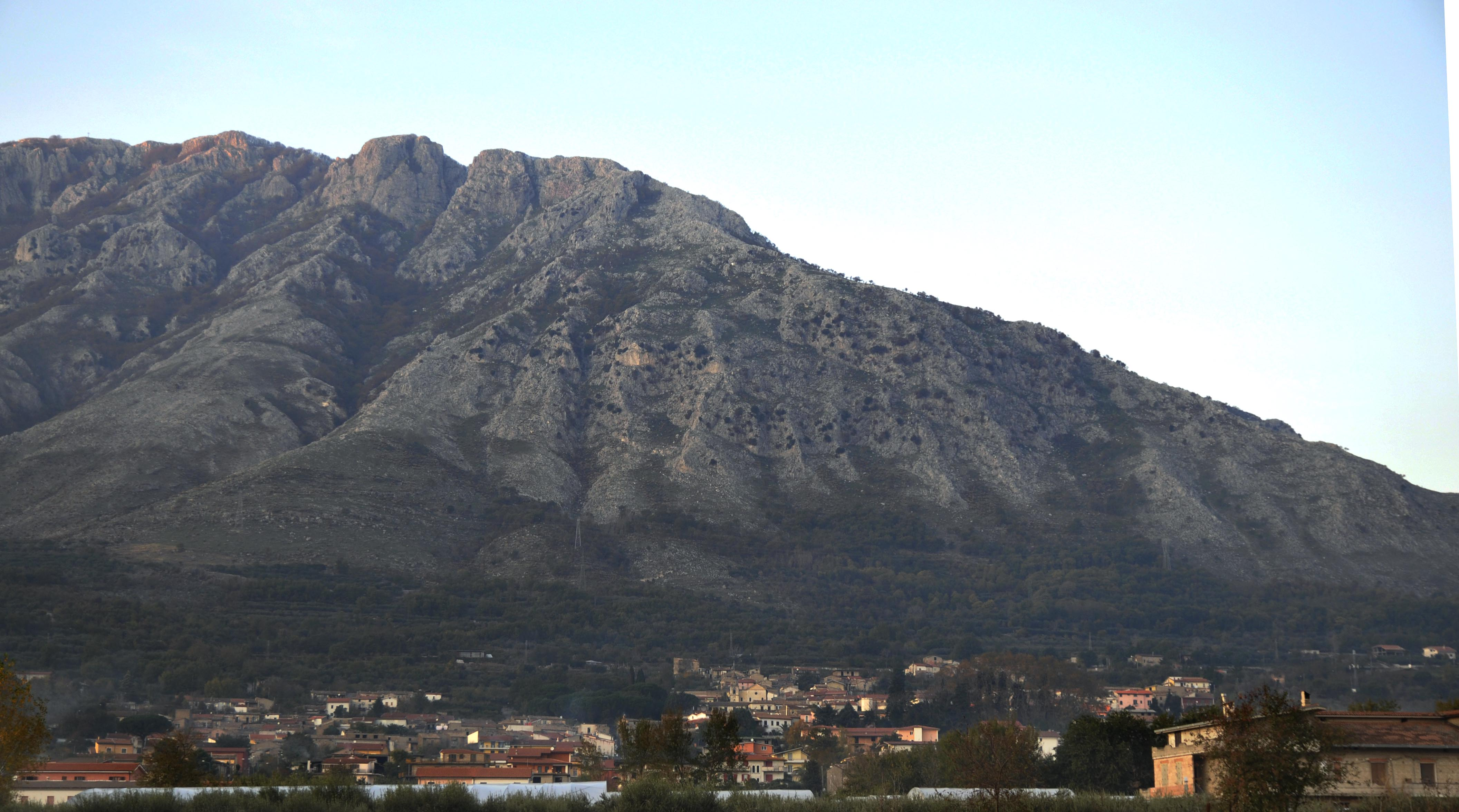
Blick über Bonea

Bonea ist eine Gemeinde in Italien in der Region Kampanien in der Provinz Benevento mit 1373 Einwohnern (Stand 31. Dezember 2023). Sie ist Bestandteil der Bergkommune Comunità Montana del Taburno.

## Geographie

Lage von Bonea in der Provinz Benevento

Die Gemeinde liegt etwa 20 km westlich der Provinzhauptstadt Benevento im Valle Caudina am Fuß des Monte Taburno. Die Nachbargemeinden sind Airola, Bucciano, Montesarchio, Rotondi (AV) und Tocco Caudio. Ein weiterer Ortsteil ist Pastorano.

## Wirtschaft
Die Einwohner leben hauptsächlich von der Landwirtschaft.